# 2023년 10월 7일 하마스의 이스라엘 공격
2023년 10월 7일, 하마스를 중심으로 여러 팔레스타인 무장 단체가 가자 지구에서 이스라엘 남부의 가자 외곽 지구를 침공하는 공동 무력 작전을 개시했다. 이는 1948년 아랍-이스라엘 전쟁 이후 처음으로 아랍 무장 세력이 이스라엘 영토를 침공한 사례가 되었으며 유대교 명절인 초막절에 시작된 이 공격은 현재 진행 중인 이스라엘-하마스 전쟁의 시작점이 되었다.
하마스의 이스라엘 공격은 최소 4,300발의 로켓이 이스라엘로 발사되면서 시작되었으며 차량과 전동 패러글라이더를 이용한 이스라엘 침투가 뒤따랐다. 하마스 무장대원들은 가자-이스라엘 장벽을 뚫고 군사 기지를 공격했으며 크파르아자, 네티브 하아사라, 알루밈을 포함한 21개 공동체에서 민간인들을 학살했다. 공격자 수 추정치가 추후 수정된 이스라엘 방위군(IDF) 보고서에는 3,800명의 정예 "누크바 부대" 소속 군인과 2,200명의 민간인 및 다른 무장대원들, 총 6,000명의 가자 주민이 119개 지점에서 이스라엘 국경을 침범했다고 기록되어 있다. 또한 IDF 보고서는 1,000명의 가자 주민이 가자 지구에서 로켓을 발사하여 하마스 측의 총 인원 수가 7,000명에 달했다고 추정했다.
하마스의 이스라엘 공격으로 민간인 736명(어린이 36명 포함), 외국인 79명, 보안군 379명, 총 1,195명이 사망했다. 민간인 사상자들 중에는 노바 음악제에 참석한 민간인 364명, 이스라엘 방위군의 한니발 지령으로 사망한 최소 14명의 이스라엘 민간인들이 포함되어 있으며 훨씬 더 많은 사람들이 부상을 입었다. 약 250명의 이스라엘 민간인과 군인들이 하마스의 인질로 잡혀갔고 수십 건의 강간 및 성폭행이 보고되었으나 하마스 관계자들은 병사들의 성범죄를 부인했다.
44개국 정부는 이 공격을 비난하고 테러리즘으로 규정했으며 일부 아랍 및 이슬람 국가들은 이스라엘의 팔레스타인 영토 점령을 공격의 근본 원인으로 지목했다. 하마스는 자신들의 공격이 이스라엘의 팔레스타인 및 여러 지구 점령, 가자 지구 봉쇄, 불법 이스라엘 정착촌 확장, 증가하는 이스라엘 정착민 폭력, 그리고 최근의 긴장 고조에 대한 대응이라고 밝혔다.  미국 대통령 조 바이든을 비롯한 많은 서방 인사 및 언론 매체들은 하마스가 이스라엘을 공격한 10월 7일을 이스라엘 역사상 가장 피비린내 나는 날, "홀로코스트 이후 유대인에게 가장 치명적인 날"로 불렀다. 일부 언론가들은 이 공격이 이스라엘인에 대한 집단학살 행위 또는 집단학살이라고 주장했다.

## 명칭
하마스 및 기타 팔레스타인 무장 단체는 이 공격을 알아크사 홍수 작전(아랍어: عملية طوفان الأقصى 아말이야트 투판 알아크사[*], 아랍어 발음: [ʔamal.ij.jat tˤuː.faːn al.ʔaq.sˤaː])으로 부르고 있다. 이스라엘은 이 공격을 검은 토요일(히브리어: השבת השחורה 하셰베트 히슈라, 히브리어 발음: [hä.ʃe̞.ve̞t his.χu.ʁä]), 또는 초막절 학살(히브리어: הטבח בשמחת תורה 하트바흐 베시마하트 투라, 히브리어 발음: [hät.bäχ be̞ʃ.mä.χät tu.ʁä])로 부르고 있다. 이스라엘을 포함하여 국제 사회는 이 공격을 10월 7일 공격(영어: October 7 attacks, 히브리어: מתקפת שבעה באוקטובר)으로 부르고 있다.

## 발단
2023년 4월 5일 이스라엘 극보수파는 유대교 축일을 기념해 모스크 급습을 촉구했고, 이스라엘 군이 모스크를 급습하여 350명의 무슬림을 감금한 사건이 이 전쟁의 발단이 되었다.